# Грэйвс, Майкл (музыкант)
Майкл Эмануэл, выступающий под сценическим псевдонимом Майкл Грэйвс (англ. Michale Graves, род. 21 марта 1975, Дюмонт, округ Берген, Нью-Джерси) — американский певец, композитор и музыкант, наиболее известный как вокалист хоррор-панк группы The Misfits в конце 1990-х годов. Также известен в качестве сольного исполнителя.

## Музыкальное творчество

### Начало творчества
Первой группой Майкла стала Bambi Slam (позже переименованная в Social Outcast), в которой он числился с 1988 по 1992 годы. Они записали несколько демо и даже поучаствовали в «Battle of the Bands», но так никогда и не издались официально. Затем с 93 по 94 он был замечен в коллективе Valmont (про который известно ещё меньше, чем про SO).
В 1995 году 19-летний Грэйвс записывал демо со своей малоизвестной группой «Mopes» в Lodi, NJ; его знакомый, Бобби Элекка, рассказал ему о том, что Джерри и Дойл из The Misfits ищут нового вокалиста. Грэйвз, никогда не слышавший «Misfits» раньше и купивший коллекцию альбомов для ознакомления, сделал звонок и по итогам прослушивания был взят на заметку. Окончательного решения принято не было, и Джерри разместил объявление в газете The Village Voice. Менеджеры группы Type O Negative пригласили Джерри и Дойла на совместное выступление в канун Хэллоуина; но так как Питер Стил, лидер Type O Negative, не знал ни одной песни The Misfits, Майклу позвонили и попросили помочь Питеру разучить материал; Майкл, ярый фанат Type O Negative, откликнулся с восторгом. В середине репетиции Питер Стил сказал, что Майкл — то, что нужно The Misfits.
Барабанщик Dr. Chud быстро взял Майка под своё крыло и дружба была сформирована, которая длилась в течение многих лет.

### «The Misfits»
31 октября (Хэллоуин) 1995 года Грэйвс отыграл свой первый концерт в клубе Coney Island High с The Misfits. Группа реактивировала свой фан-клуб и отправилась в тур «Resurrection». Во время концерта в Capitol Ballroom в марте 1996 года Грэйвс атаковал техника группы из-за неполадок с монитором и был арестован; остаток концерта (а также апрельский концерт в Agora Theater) обязанности вокалиста исполняли Джерри, Чад и некоторые фанаты, поднявшиеся на сцену.

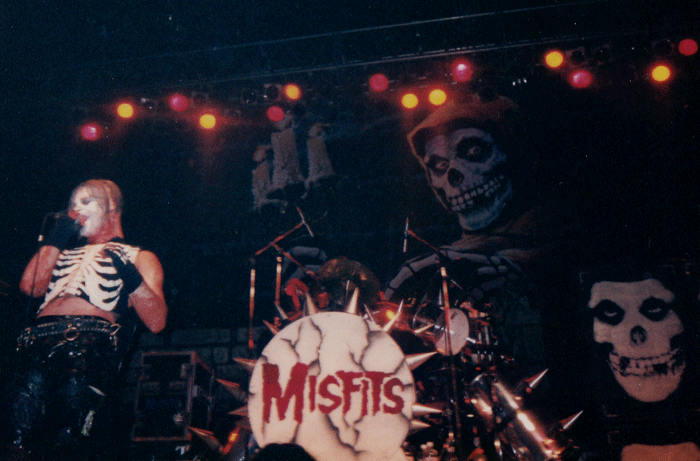
Тур в поддержку American Psycho, 1998 год

В декабре 1996 года The Misfits заключили контракт со звукозаписывающей компанией Geffen Records (на которой издавались Metallica и White Zombies) и начали работу над альбомом. Энди Уоллес смикшировал American Psycho, и в 1997 году Geffen Records выпустили первый альбом Misfits без участия Гленна Данцига. В поддержку релиза Misfits отправились в мировое турне с Megadeth. Группа сняла два видеоклипа; в течение нескольких недель «American Psycho» (VHS) не покидал #2 Sonicnet chart и даже был номинирован на премию Horror Writers Association. Matt Pinfield впервые запустил «Dig Up Her Bones» на MTV’s 120 minutes.
Вокал Майкла можно найти на American Psycho (1997), Evillive II (1998), Famous Monsters (1999), бэк-вокал на сингле «Monster Mash» (2001). Он написал оригинальные песни для группы (в их числе «Dig Up Her Bones», «The Hauting», «Saturday Night», «Scream!», «American Psycho», «Shining», «This Island Earth», «Fiend without a Face», «Witch Hunt», «Fiend Club») и включён в соавторство многих песен.
В 2000 году после Halloween Show Майкл Грэйвс и Dr. Chud покидают Misfits. В поздних интервью Майкл подчёркивал, что, несмотря на то, что он не собирается возвращаться туда, откуда ушёл, между ним и Джерри нет особых разногласий и он готов выступить с ними снова, но Джерри — это основная причина, по которой воссоединение не случится.

### Поиски: «Lost Boys», «Graves», «Gotham Road»
Во время перерыва в туре в 2000 году Майкл и Др. Чад образовали группу под названием «Lost Boys». Они отыграли только 2 концерта, исполняя песни «Misfits», а также песни, впоследствии записанные для группы Майкла Graves. Первый концерт Грэйвс и Др.Чад отыграли вдвоём, на акустике и ударных соответственно. Второй концерт прошёл в составе: Грэйвс — электрогитара (старый Ibanez Iceman Дойла, который был использован для записи таких альбомов «Misfits» как Walk Among Us и Earth A.D./Wolfs Blood и был дан Дойлом Майки в качестве подарка при вступлении в Misfits в 1995 г.), Др.Чад — ударные, J~Sin Trioxin — бас; после выхода «на бис» к группе присоединился JV Bastard, чтобы сыграть на гитаре «классические» песни Misfits с 1977 по 1983 гг.
После раскола Misfits Майкл и Dr. Chud 25 октября 2000 года создали группу «Graves». Прежде чем группа начала писать песни, записи, гастроли и даже укрепления состава, Майкл вернулся в «Misfits» на месяц в статусе приглашённого вокалиста; чтобы собрать деньги для своего проекта. «Graves» выпустили альбом под названием Web of Dharma и провели два тура по Америке. Работа над альбомом Web of Dharma 2 в студии «Ripsnorter Studios» не была закончена из-за разногласий между участниками коллектива и не была официально выпущена.
В 2003 году Майкл формирует «Gotham Rd» вместе с Loki, JV Bastard и Paul Lifeless, звучание меняется на хеви метал. Они записали 5 демозаписей, три из которых песни были выпущены на «Web Of Dharma». Они выпустили самиздатом альбом Seasons Of The Witch, прежде чем уйти на перерыв, так как Майкл ушёл в морскую пехоту США. Позднее Майкл уволился из морской пехоты из за травмы спины и продолжил заниматься музыкальной деятельностью. Перед их последним туром Lights группа направилась в студию, чтобы записать 3 новых песни, которые они сочинили после первого тура.

### Сольная карьера
В 2004 году Грэйвс вызвал определённый общественный резонанс, выступив сооснователем сайта conservativepunk.com (в 2013 году он сменил свои взгляды на либертарианство). Он часто появлялся на телевидении и СМИ; также он являлся одним из ведущих на канале FUSE TV до момента, пока не позволил себе негативный комментарий к ролику с известной телеведущей Эллен Дедженерес, целующей свою жену.
В 2005 году Horror High Records обратилась к нему с просьбой записать соло-альбом, результатом чего явился Punk Rock is Dead. Альбом был записан Грэйвсом практически в одиночку, при участии Paul Lifeless и JV Bastard (Gotham R.D.).
В январе 2006 Грэйвс начал турне по 55 городам в поддержку книги «Almost Home» Дэмиена Эхолса, заключённого камеры смертников по делу «West Memphis Three». Тур «Almost Home Campaign» (и выпущенный Грэйвсом короткометражный фильм «The Blackness and The Forest») имели своей целью привлечение внимания людей к данному делу. Также в 2006 году запускается радио-передача «Radio Deadly» и выходит альбом Return to Earth.
В 2007 году в свет вышло 4 альбома: Demos and Live Cuts Vol. 1 и Demos and Live Cuts Vol. II (были доступны для покупки только через Интернет), а также переизданный проект «Web of Dharma» и Illusions, 5 песен которого написаны Майклом совместно с Эхолсом (получившим к тому моменту свободу).
26 декабря 2009 года на концерте в Starland Ballroom в Сейрвилле, Нью-Джерси, Грэйвс по приглашению Дойла присоединился на сцене к нему и Чаду в качестве группы разогрева перед Danzig; вместе они сыграли четыре песни Misfits конца 1990-х: «Helena», «Lost in Space», «Scarecrow Man» и «Shining», а «Dig Up Her Bones» была остановлена из-за нехватки времени.

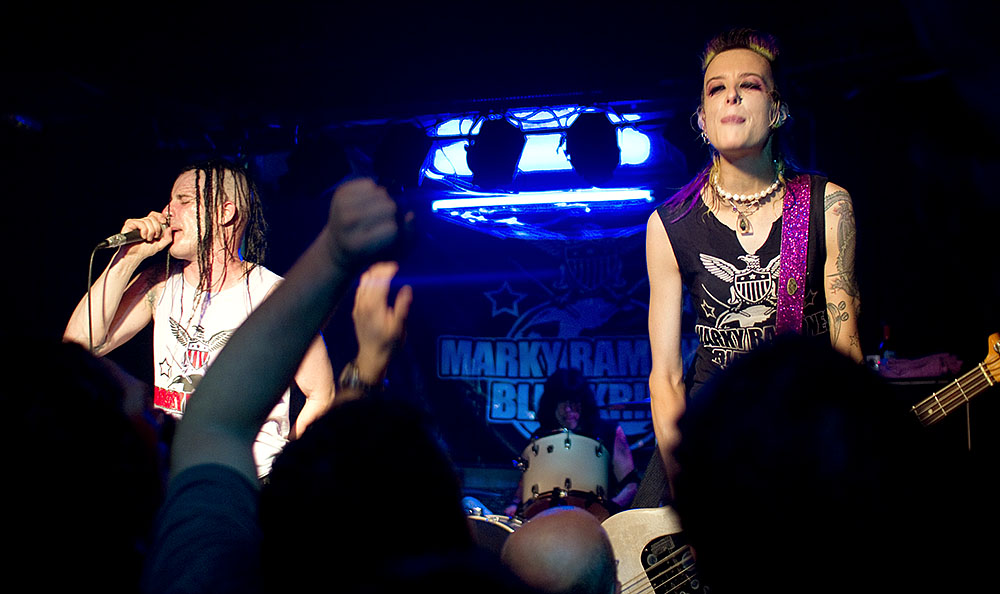
В составе "Marky Ramone's Blitzkrieg", 2010 год

После работы в Румынии Майкл гастролировал в качестве певца в группе Марки Рамона Blitzkrieg. Они играли песни The Ramones и авторские песни Майкла, которые он записал ещё с Misfits. Blitzkrieg выступил на фестивалях KUBANA-2011, Rock In Rio, а также на церемонии введения The Ramones в Зал славы рок-н-ролла. Для Blitzkrieg Грэйвс написал песни «When We Were Angels» и «If and When».
Грэйвс выступает продюсером и программным менеджером первого интернет-телевидения в режиме 24\7 AR1.TV и запускает собственную передачу «The Michale Graves Show».
Hydraulic Entertainment
С 2012 года Майкл начинает плодотворное сотрудничество с Hydraulic Entertainment и выпускает 26 февраля 2013 года альбом Vagabond, отражающий способности Майкла в сочинении поп- и фолк-композиций. Альбом был доступен через многочисленные онлайн-сервисы, а также на CD; распространением занималась BFM Digital. В июне того же года Грэйвс выпускает альбом The Lost Skeleton Returns, который освещает всю его музыкальную карьеру. В ходе тура в поддержку альбома Грэйвс впервые за долгое время выступал своём фирменном гриме. И Vagabond, и Lost Skeleton были изданы в акустических вариантах, им сопутствовали акустические турне.
Осенью 2014 года Майкл Грэйвс принимает участие в создании альбома Zombies Unite российской группы «Ночь Самайна» в качестве продюсера и исполнителя англоязычных версий песен. Альбом был выпущен 2 октября 2014 года на лейбле Vile of Venom. Для альбома Ночи Самайна «Monsters in the closet» Грэйвс исполняет песню «Eternal evil» («Вечное зло»).
В 2016 году выходит When Worlds Collide; артист отмечал, что звучание альбома соединяет наиболее любимые им музыкальные жанры и содержит влияние таких фигур как Дэвид Боуи, The Ramones, Sex Pistols, Kyuss, Life of Agony, Danzig. В поддержку альбома прошёл трёхмесячный тур по США. Следом вышел акустический вариант альбома, названный Bedlam.
В 2018 году выходят альбомы The World Turned Upside Down и Keys, ориентированный на клавишные. С сентября 2018 года Грэйвс начал мировой тур «Course of Empire», отыграв более 100 концертов и выступив на фестивале Wacken 2019 на сцене «Wasteland». Тур 2019 года «American Monster» был посвящён карьере Грэйвса в The Misfits; на концертах целиком исполнялись альбомы American Psycho и Famous Monsters.

## Политические взгляды
С 2020 года входит в организацию Proud Boys.

## Дискография
The Misfits
- American Psycho (1997)
  - «Dig Up Her Bones» (1997) — сингл
- Evilive II (1998)
  - «Scream!» (1999) — сингл
- Famous Monsters (1999)
  - «Monster Mash» (1999) — сингл
- Cuts from the Crypt (2001)

Graves
- Web of Dharma (2001)

Gotham Road
- Season Of The Witch (2003)

Michale Graves
- Punk Rock Is Dead (2005)
- Return to Earth (2006)
- Illusions with Damien Echols (2007)
- Illusions Live/Viretta Park (2008)
- Halifax Live at the Musicroom (2009)
- Vagabond (2013)
- The Lost Skeleton Returns (2013)
- Supernatural (2014)
- Zombies Unite (2014) при участии гр."Ночь Самайна"
- Revenge of the Zombies (2015) при участии гр."Ночь Самайна"
- When Worlds Collide (2016)
- Bedlam (2016)
- The World Turns Upside Down (2018)
- Keys (2018)

Marky Ramone’s Blitzkrieg
- «When We Were Angels» (2010)
- «If and When» (2011)

## Фильмография
- Animal Room (1995)
- Big Money Hustlas (2000)
- Вышибала (2000)
- Campfire Stories (2001)[4]
- Perkins' 14 (2009)[4]
- The Pier (2011)

## Происшествия
- За нападение на техника The Misfits во время концерта в Capitol Ballroom в марте 1996 года был приговорён к 40 часам исправительных работ[5].
- 23 июля 2012 года был арестован за хранение 6 грамм марихуаны; выпущен под залог в $750[28].